# Jorge Rogers Sotomayor
Jorge Rogers Sotomayor fue un político chileno. Diputado en 2 períodos. (Último período: 1949- 1953) 
Última militancia política: Falange Nacional 
Nació en Santiago, el 1 de agosto de 1910; hijo de Jorge Rogers Palma y María Sotomayor Lemoine. 
Se casó el 26 de marzo de 1960, con María Errázuriz Subercaseaux, matrimonio del cual nacieron seis hijos. 
Estudió en el Colegio San Ignacio y en la Facultad de Derecho de la Universidad Católica de Santiago; juró como abogado el 12 de noviembre de 1937; su tesis se tituló “Los acreedores ante el contrato de seguro”. 
Se dedicó a ejercer su profesión; fue funcionario del Ministerio de Relaciones Exteriores, Sección Tacna y Arica, en 1928. 
Asesor de la Asociación de Aseguradores contra Incendio de Valparaíso, desde 1939 a 1945. 
Jefe del Seminario de Economía Agrícola, de la Escuela de Agronomía de la Universidad de Chile, en 1953. 
Abogado de la Empresa de los Ferrocarriles del Estado y Consejero de la Corporación de Fomento de la Producción, CORFO. 
Notario y secretario del Juzgado de Petorca, en 1982; y notario en Rengo, desde el 1° de abril de 1986. 
Militó en el Partido Conservador, luego en la Falange Nacional y finalmente, 
en el Partido Demócrata Cristiano, cuando éste se formó. 
Fue elegido diputado, por la Vigesimoquinta Agrupación Departamental "Ancud, Castro y Quinchao", período 1945-1949; fue diputado reemplazante en la Comisión Permanente de Constitución, Legislación y Justicia; en la de Hacienda; en la de Trabajo y Legislación Social y en la de Industrias. 
Reelecto diputado, pero por la Primera Agrupación Departamental 
"Iquique, Arica y Pisagua", período 1949-1953; fue diputado reemplazante en la Comisión Permanente de Constitución, Legislación y Justicia; en la de Vía y Obras Públicas y en la de Policía Interior y Reglamento; e integró la Comisión Permanente de Hacienda. 
Murió en Santiago, el 7 de diciembre de 1997. 
- Datos: Q6453768